# 天主教神田教會

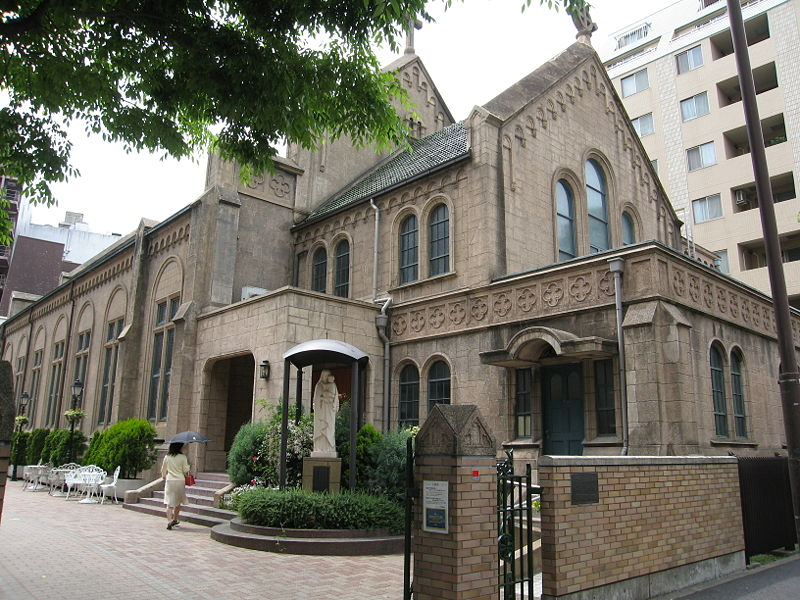
天主教神田教會

天主教神田教會（日语：カトリック神田教会），或譯為神田天主堂，正式名稱聖方濟各沙勿略堂是位於日本東京都千代田區西神田的天主教教堂，當前建築建立於1928年。這座教堂屬於天主教東京總教區。神田教會與築地教會並列為日本解禁天主教之後，東京較早設立之為日本人而設的教堂。戰後因位於文京區關口的東京聖瑪利亞主教座堂毀於戰火，在東京聖瑪利亞主教座堂重建完畢之前曾擔任東京總教區的臨時主教座堂。在該教堂也是日本的登錄有形文化財，內部保存有聖方濟各沙勿略的部分遺骨，以及日本首位樞機主教土井辰雄的座椅。

## 主保聖人
- 聖方濟各・沙勿略

## 編年表
- 1872年（明治5年） - 巴黎外方傳教會的司鐸們在麹町三番町設置了外國語學校。
- 1874年（明治7年） - 1月、外国語学校遷址。在校内設置了聖堂。
- 1896年（明治29年） - 10月28日、由巴黎外方傳教會的帕匹諾神父設計的第一代哥特式聖堂竣工。
- 1913年（大正2年） - 2月20日、教堂在「三崎町の大火」中被燒毀。同年6月，搭建了臨時聖堂。
- 1915年（大正4年） - 3月14日、由讓・路易・設雷勒設計的紅磚結構的第二代聖堂竣工。
- 1923年（大正12年） - 9月1日、 教堂在關東大地震當中被毀。
- 1928年（昭和3年） - 12月9日、現在使用的第三代水泥結構教堂竣工。
- 1952年（昭和27年） - 1945年（昭和20年）由於原主教座堂關口教會在美軍轟炸中燒毀，神田教堂成為了東京總教區的臨時主教座堂。
- 1964年（昭和39年） - 因戰後重建的東京聖瑪利亞主教座堂竣工，神田教堂結束了其作為臨時主教座堂的使命。
- 1984年（昭和59年） - 教堂安裝了從德國進口的管風琴，以替代之前的腳踏風琴。
- 2000年（平成12年）- 12月3日、聖方濟各沙勿略的部分遺骨被交由神田教堂保管。
- 2002年（平成14年） - 2月14日、成為了日本國家登錄有形文化財[1]。
- 2018年（平成30年） - 12月9日、教堂慶祝了建堂90週年紀念日。

## 交通方式
- JR中央線「水道橋站」東口出站徒歩約7分鐘
- 都營地下鐵三田線「水道橋站」A1出口出站徒歩約8分鐘

## 禮拜與參觀
每週五上午10:30以及週日上午10:00舉行日語彌撒
除彌撒、婚禮、葬禮以及其他活動以外，教堂每日白天開放供參觀和祈禱。
入堂免費，但接受捐款。

### 腳註
1. 1 2  .   [2019-04-11]. （原始内容存档于2020-08-11）.

### 書目
- 『百年のあゆみ』神田教会百年の歩み編集委員会（1974年）
- 『東京教区ニュース』No.77/教会・修道院巡り（2）「神田教会」 カトリック東京大司教区（1990年）
- 『来日西洋人事典』〔増補改訂普及版〕日外アソシエーツ 武内博 著（1995年）

## 外部鏈結
- 天主教神田教會 （页面存档备份，存于）